# Luciano Di Castri
Luciano Di Castri (Francavilla Fontana, 22 dicembre 1882 – Bologna, 13 marzo 1965) è stato un prefetto e politico italiano.

## Biografia
Dopo la laurea in giurisprudenza, intraprese la carriera prefettizia ricoprendo incarichi minori nelle province di Lecce e Campobasso. Nel 1934 vice prefetto a Lucca. In seguito succedette al podestà di Bologna, Cesare Colliva, allorché questi si dimise nel 1939, assumendo la carica di commissario prefettizio, che mantenne dal 16 settembre 1939 al 22 novembre dello stesso anno. In precedenza, a partire dal 1936, fu vicepodestà della città felsinea, ruolo che ricoprì fino al 1941. Tra il 1942 e il 1943 ricoprì poi vari incarichi come prefetto (che durante il fascismo era la massima autorità della provincia), a Catanzaro dal 1º settembre 1942 al 15 giugno 1943, a Viterbo dal 15 giugno 1943 al 20 agosto 1943, e dal 20 agosto 1943 a Modena, dove fu prefetto durante l'8 settembre e l'occupazione tedesca. Con la conseguente instaurazione della Repubblica Sociale Italiana, ben presto la stampa fascista cominciò a fare pressioni su di lui, e, una volta istituita tra il 9 e il 12 ottobre la reggenza della locale federazione del Partito Fascista Repubblicano ipotizzò di affiancargli due commissari politici da essa nominati. Di Castri allora si ritirò e il 16 ottobre 1943 fu nominato un reggente provvisorio della prefettura, mentre il successore, Bruno Calzolari, sarà nominato soltanto il 30 ottobre successivo. Di Castri sarà quindi messo a riposo dalle autorità della RSI. Dopo la guerra, dal 1 marzo 1946, fu prefetto a disposizione ad Agrigento.